# Fulton Street / Broadway – Nassau Street
Fulton Street / Broadway – Nassau Street – stacja metra nowojorskiego, na linii 2, 3, 4, 5, A i C. Znajduje się w dzielnicy Manhattan, w Nowym Jorku i zlokalizowana jest pomiędzy stacjami Park Place, Brooklyn Bridge – City Hall / Chambers Street, Wall Street, Wall Street, Chambers Street – World Trade Center i High Street – Brooklyn Bridge. Została otwarta 1 lipca 1918.